# Virág (botanika)

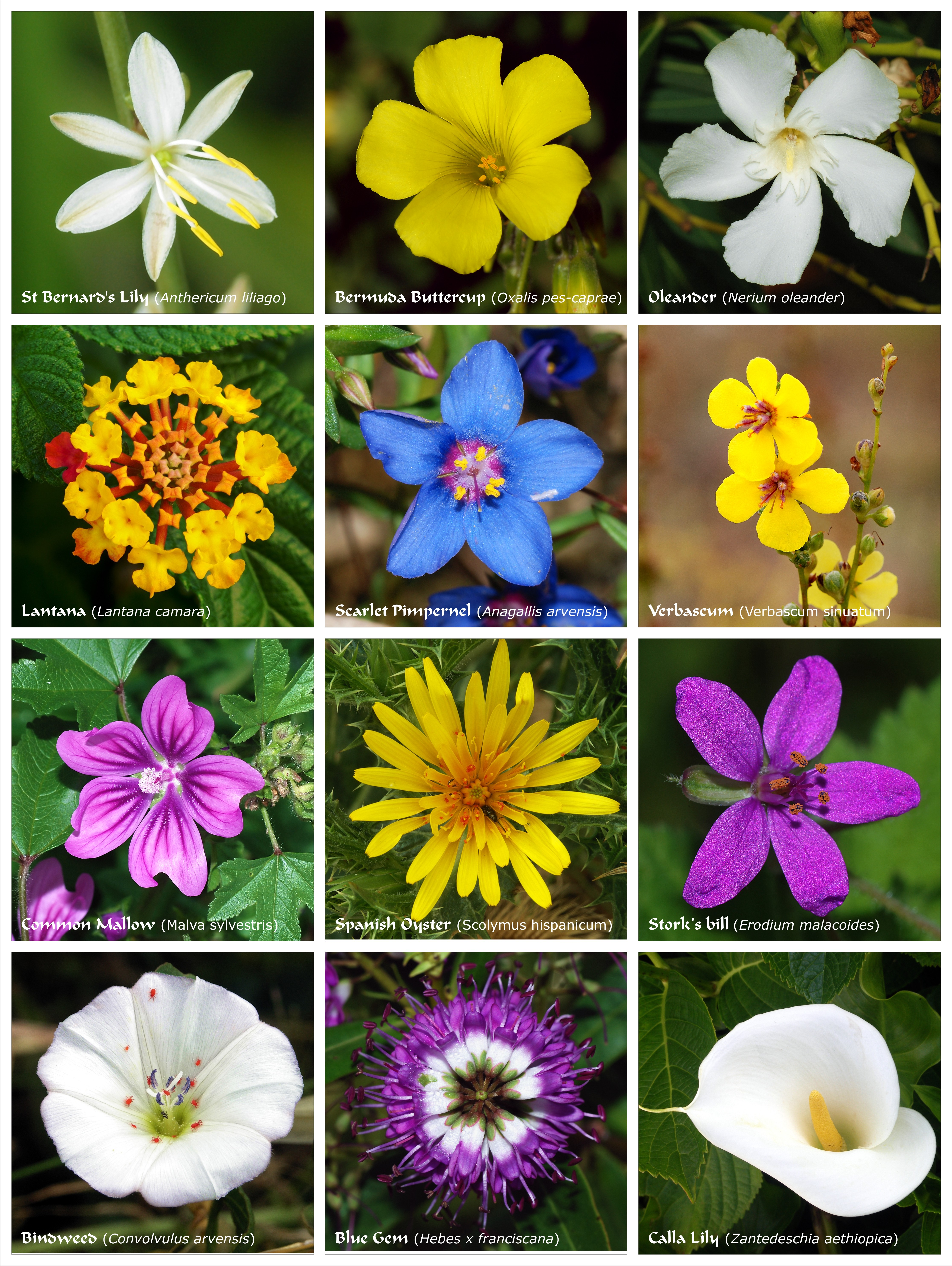
12 különböző növénycsalád képviselőjének virága vagy virágzata

A virág (flos) egy növényi szaporító szerv, a növényeken belül csak a virágos növényekre (Spermatophytina) jellemző, eredete a szárazföldi növények kialakulásához köthető. Az ivaros szaporodáshoz szükséges spórákat a növény saját testének szövetei közé zárva védi meg a kiszáradástól, létrehozva az ehhez szükséges szerveket, a magot, a termést és a virágot. A virág rövid szártagú, korlátolt növekedésű, szaporodásra módosult leveleket hordozó hajtás. Ennek a hajtásnak alsó részét kocsánynak, a felső, megvastagodott részét vacoknak nevezzük. Ha a kocsány hiányzik, a virág ülő.
A hajtás eredete jól megfigyelhető a nyitvatermők és a legősibb zárvatermők, a magnoliids klád virágain, ezeknél a virág tengelye még megnyúlt, a valódi kétszikűeké viszont már teljesen megrövidült.
Meg kell különböztetnünk a biológiai értelemben használt 'virág' szót a másik, hétköznapi jelentésétől, amelyen az egész növényt (pl. egy szál virág) szoktuk érteni. A szócikk az előbbi értelmezést tárgyalja.

## Kialakulása
A virág rövid szártagú, módosult levelekből álló, korlátolt növekedésű törpehajtás. Morfológiai értelemben így a korpafüvek és zsurlók sporofillum-füzérei is virágnak nevezhetők. Filogenetikailag azonban csak az virág, amelyben mag alakul ki. A virág kezdetben hiányzott, a magvak a zöld asszimiláló leveleken fejlődtek ki, később ezek differenciálódtak, míg megjelentek a zárvatermők kétivarú virágai. A nyitvatermőkön belül azonban a virág fejlődésének számos mozzanatát láthatjuk.
A termőlevél (makrosporofillum) fejlődése az alábbiakban foglalható össze.
- Magvaspáfrányok (Pteridospermatophyta): a magkezdemények még asszimiláló, zöld leveleken fejlődnek, mint a spórás páfrányok makrosporangiumai.
- Cikászok (Cycadophyta): A Cycas nemzetségnél a magkezdemények erősen módosult makrosporofillumokon állnak. Ezek már nem képesek fotoszintetizálni, külön kötegben fejlődnek, és a magkezdemények tengelye fölött még osztott levélmaradványokat találunk. A Dioon és Zamia nemzetségnél a levélszerű csúcsi rész mind jobban redukálódik, míg végül egy egyszerű pajzs alakot el nem ér. Itt már a makrosprofillumok tobozba (strobilus) rendeződnek.
- Bennettitesek (Bennettitophyta), páfrányfenyők (Ginkgophyta), tiszafák (Taxales): ennél a három csoportnál az egész makrosporofillum redukálódik és a magkezdeményre olvad, a lehető legredukáltabb makrosporofillumokat ezekben a csoportokban találjuk, de csak konvergenciáról van szó. A tiszafák esetében a magkezdemény tövében lévő duzzadmány makrosporofillum-maradványnak tekinthető, mely a megtermékenyítés után megduzzad, elhúsosodik, és beborítja a magot (arillus – magköpeny).
- Nyitvatermő ősfák (Cordaitopsida): a magkezdemények egy tengelyen ülnek (stachyosporia), és laza füzérben, felváltva állnak már nem asszimiláló, vékony levélképletekkel.
- Tűlevelűek (Pinopsida): a nyitvatermő ősfák levélképleteihez kapcsolódnak a magkezdemények, az előbbiek ellaposodnak, elfásodnak, és ezeken „fekve” fejlődnek a magkezdemények, kialakítva ezzel a fenyők tobozát, amelyben tehát minden egyes tobozpikkely redukált sporofillumnak tekinthető.
- Leplesmagvúak (Gnetophyta): a makrosporofillumok sokkal jobban körülzárják a magkezdeményeket, így tehát a legfejlettebb nyitvatermőknek tekinthetők. Stachyospórásak.
- Zárvatermők (Magnoliophyta): a makrosporofillumok zárt magházzá nőnek össze.

A porzólevél (mikrosporofillum) hasonlóan jelentős változásokon ment át.
- Magvaspáfrányok (Pteridospermatophyta): az asszimiláló leveleken csüngenek a mikrospóratartók.
- Cikászok (Cycadophyta): általánosan jellemző, hogy a mikrosporangiumok egy, már asszimilálni képtelen pikkelyen ülnek, már tobozba rendeződve.
- Bennettitesek (Bennettitiohyta): erősen páfránylevélszerű képletekről csüng le a nagyszámú mikrosporangium.
- Toboztermők (Pinophyta): a mikrosporangiumok tengelyeken ülnek, melyek a fenyőknél tobozba rendeződnek, a tiszafáknál redukált porzóstobozok vannak.
- Leplesmagvúak (Gnetophyta): Tengelyülő mikrosporangiumok vannak, melyek sok esetben tobozszerűen rendeződnek.

## A virág felépítése

### Nyitvatermők
A nyitvatermők virágai egyivarúak, virágtakaró nélkül. A növény egy- vagy kétlaki is lehet. Jellemző a tobozvirágzat és a szél általi beporzás.

### Zárvatermők
A zárvatermők virágai egy- vagy kétivarúak is lehetnek.
- Egyivarú a virág, ha csak hím ivarlevél, vagy csak női ivarlevél van benne. Ez a zárvatermők esetén másodlagos fejlődés eredménye (redukció), ekkor általában a szél, vagy a víz végzi el a megporzást.
- Kétivarú a virág, ha porzó és termő is van benne.

Csak a zárvatermőkre jellemző, hogy változatos alakú, színes virágtakarólevelek segítik elő a rovarok (olykor denevérek vagy kolibrik) általi megporzást, de akár a magvak terjesztésében is szerepet játszhatnak.

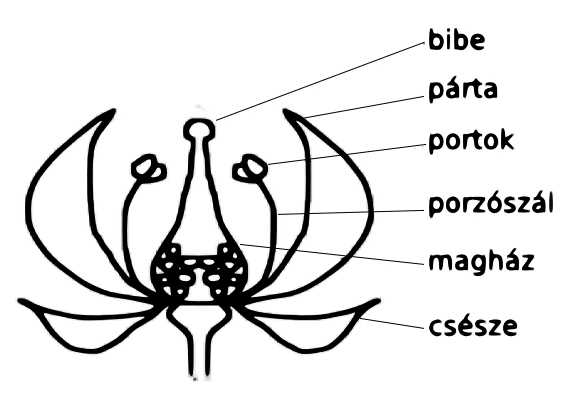
Zárvatermő virág vázlata

### Zárvatermő  virágának részei
A virág részei örvökbe rendeződnek. Gyakori az örvök többszöröződése. Az örvök teljes virág esetén kívülről befelé (alulról felfelé) a következők:
Takarólevelek:
- Csésze – Calyx. Általában zöld színű, levélszerű, funkciója a virág többi részének védelme a virág kinyílása előtt, de olykor színes és átveszi a párta szerepét.
- Párta – Corolla. A legtöbbször színes, feltűnő, gyakran illatos sziromlevelek összessége. A megporzásért felelős rovarok csalogatását szolgálja.

Egyes csoportokban nem különül el a csésze és a párta (például liliomfélék):
- Lepellevél – Perigonium. Ha a virágtakaró levelek nem különülnek el csészére és pártára, hanem csak egy körben helyezkednek el. Ez lehet párta- vagy csészeszerű is.

Ivarlevelek:
- Porzók – Androecium. Több örvben is állhatnak, olykor egymással, vagy a pártával összenőhetnek. A  porzót a porzószál, a portokok és az azokat összekötő csatló alkotják. A porzószál csúcsán található portokokban képződik a virágpor (pollen), melyben a hím gaméták termelődnek.
- Termő – Gynoecium. Egy, vagy több összenőtt termőlevélből állhat. A bibe, a bibét és a magházat összekötő bibeszál és a magház alkotják.

Ha a takarólevelek vagy az ivarlevelek bármelyike hiányzik, a virág nem teljes, hanem hiányos.
Ha hiányoznak a takarólevelek, akkor a virág csupasz; ha az ivarlevelek közül a termő hiányzik, a virág porzós; ha a porzók hiányoznak, a virág termős.

## A virágszimmetriája
- sugaras (aktinomorf)
- kétoldali (zigomorf)
- biszimmetrikus
- aszimmetrikus

## Megporzás módjai
A virágos növények szaporodásukhoz ugyan már nem igénylik a víz közvetlen jelenlétét, a pollen célba juttatása azonban (különösen a zárvatermőknél) összetett feladattá vált.
- A szél által megporzott (anemofil, anomophilae) virágok dísztelenek, a virágporszemcsék aprók és nagy mennyiségben termelődnek, a porzók hosszan kinyúlnak a virágból. A nyitvatermőkre jellemző egyszerű mechanizmus, néhány zárvatermőre is jellemző (például diófafélék, fűzfafélék, perjefélék).
- A víz általi megporzás (hydrophilae) víz alatt virágzó növényekre jellemző (például Ceratophyllales).
- A rovarok vagy más állatok általi megporzás (zoidiophilae vagy zoophilia) a szél általinál jobb hatékonyságú, ezért a virágporszemcsék és a porzók száma kevesebb lehet. Olykor igen bonyolult és specializálódott képletek állnak az állatok odacsalogatásának, a virágpor célzott célba juttatásának szolgálatában. A zárvatermők nagy része nektár formájában táplálékot nyújt különböző rovaroknak, az orchideafélék családjába tartozó bangók virágai egy bizonyos rovarfaj alakját utánozzák, az selyemkórófélék Stapelia fajai döglegyeket vonzanak a romló húséra emlékeztető illatukkal.

A genetikai változatosság fenntartásához az idegen növényről származó virágpor az ideális, de olykor önmegporzás fordul elő.
- idegen megporzás (allogámia)
  - Nagyon gyakran az ivarlevelek fizikai elhelyezkedése gátolja a saját virágpor bibére jutását.
  - Proterandrikus virágok esetén a bibe csak akkor veszi fel a virágport, ha a saját portokok már kiürültek.
  - Proterogynikus virágok esetén csak akkor nyílik fel a portok, ha a bibére már idegen pollen jutott és kifejlődött a pollentömlő.
  - Önmeddőség esetén a termő képes felismerni és elutasítani a genetikailag rokon egyedek pollenjét.
- önbeporzás (autogámia):
  - Chazmogámia – egyidejűleg érő ivarlevelek esetén van lehetősége az idegen- és az önmegporzásnak is.
  - Kleisztogámia – a virágok ki sem nyílnak, a zárt virágban történik meg a megporzás (például búza, árpa).
  - Kertészeti körülmények között gyakran mesterségesen hoznak létre öntermékenyülést, hogy megakadályozzák a génállomány keveredését.

## A virágszerkezet ábrázolásának módjai
A virág alakja, felépítése az egyik legfontosabb bélyeg a különböző taxonok megkülönböztetésében. A szerkezet leírásának fontos eszköze a virágképlet és a virágdiagram.

### Virágképlet
A virágképlet az alkotórészek tudományos nevének kezdőbetűi elhelyezkedésük sorrendjében (alulról felfelé) felsorolva, alsó indexben jelezve a tagok száma, összenőtt vagy szabad mivolta. A képlet elején a szimmetriaviszonyok és az ivar is jelezhető.
Ivar:
♂- hímivarú virág
♀ – nőivarú virág
 – hímnős (kétivarú) virág
Szimmetria:
 – spirális
↑ – zigomorf (kétoldali részarányos)
* – aktinomorf (sugaras szimmetriájú)
 – biszimmetrikus
 – aszimmetrikus
Számok:
3 – 3 db
3+3 – összesen 6 db két körben
3-5 – az altaxonokban különböző, 3, 4 vagy 5
∞ – meghatározatlan, sok
Határolójelek:
(3) – 3 darabból összenőtt
(3)(3) – körönként összetett
[P5A5] – a lepellevelek összeforrtak a porzókkal
/…/ – ritkábban
Virágtagok:
K (vagy Ca) – csésze (Kalyx vagy Calyx)
EK – mellékcsésze (Epikalyx)
P – lepel (Perigonium)
PP – melléklepel (paraperigonium)
C (vagy Co) – párta (Corolla)
CC – mellékpárta (corona)
CN – nektáriummá alakult csésze
P∞→A∞ – fokozatos átmenet (itt a lepellevelek és a porzók között)
G – termő (Gynoecium)
A – porzók (Androecium)
4x – steril porzók, vagy helyük
Magház állása:
{\displaystyle {\text{G}}_{\overline {(5-3)}}} – alsó állású magház
{\displaystyle {\text{G}}_{\underline {\overline {(5-3)}}}} – középső állású magház
{\displaystyle {\text{G}}_{\underline {(5-3)}}} – felső állású magház
Egyéb jel:
(5→1) – egyedfejlődési redukció
…|… – vagy
Példák:
- 5 csésze, 5 szirom (szabadok), 10 porzó (két körben, körönként 5), 5 termőlevélből összenőtt termő:

K5 C5 A5+5 G(5)
- Hímnős, spirális szerkezetű virág, a lepellevelek, a porzók és a termőlevelek száma sok, meghatározatlan, a magház felső állású (Liliomfafélék (Magnoliaceae)):

 P∞ A∞ G∞
- Hímnős, sugaras (*) vagy kétoldali részarányos (↑) virág 5 csészelevéllel, 5 sziromlevéllel (szabadok), meghatározatlanul sok, de legalább 10 porzó (két körben) és egy 5, 3 vagy 2 termőlevélből összenőtt termővel (Kőtörőfűfélék (Saxifragaceae)):

 *|↑ K5 C5 A∞-5+5 G(5-3-2)

### Virágdiagram
|  |  | - A mezei gólyaorr virágja és virágdiagramja |

A virágdiagram grafikus ábrázolási mód, a virág térképszerűen sematizált keresztmetszeti rajza. A virág formájáról keveset árul el, de láthatóvá teszi a szerkezeti elemek elhelyezkedését és kapcsolatát. Az összenövéseket a tagok jeleit összekötő vonalak jelzik. A termő, a porzókörök és a takarólevelek (párta és csésze, vagy lepel) mellett külső körként a murvaleveleket is fel szokták tüntetni (bal oldali ábra 2-3).